# Mbigou
Ne doit pas être confondu avec Mbigou (Cameroun).
Mbigou est une ville du Gabon, située dans la province de la Ngounié. Cette petite ville de quelques milliers d'habitants, se trouve à 700 mètres d'altitude, au milieu de collines. Elle doit sa notoriété à la pierre extraite des environs qui est utilisée par des artisans sculpteurs pour fabriquer des statuettes de personnages stylisés. Autrefois, c'est à Mbigou même que les sculpteurs travaillaient. Aujourd'hui, la pierre brute est emmenée jusqu'à Lambaréné ou Libreville et y est taillée pour le petit marché des touristes.